# 馬丁·亞洛德
馬丁·亞洛德（Martín Alund，1985年12月26日—）是一位阿根廷男子職業網球運動員，他於2004年轉為職業球手，2017年12月正式宣佈退役。他的生涯最高ATP單打世界排名是第84名（2013年3月18日）。

## 外部連結
- 馬丁·亞洛德（英文/西班牙文）的官方資料
- 馬丁·亞洛德的國際網球總會 職業／青少年 官方資料（英文）
- 馬丁·亞洛德的官方資料（英文）